# Маслинная муха
Масли́нная му́ха (Bactrocera oleae) — небольшие насекомое семейства пестрокрылок (Tephritidae). Вид распространён на юге Западной Европы, Канарских островах, в Северной Африке, Азии. Вредитель культурной маслины в странах Средиземноморья. За год успевает смениться от 3 до 6 поколений.
В качестве одной из новых мер борьбы с мухами, прорабатывается возможность генной модификации мух с целью стерилизации с последующим выпуском в природу.
Примерно в 1998 году широко размножились в США.